# Oxytropis avisoides
Oxytropis avisoides är en ärtväxtart som beskrevs av Pei Chun Qiong Li. Oxytropis avisoides ingår i släktet klovedlar, och familjen ärtväxter. Inga underarter finns listade i Catalogue of Life.